# Rusarebo naturreservat
Rusarebo är ett naturreservat i Voxtorps socken i Värnamo kommun i Jönköpings län.
Reservatet omfattar drygt 3 hektar och är skyddat sedan 1960. Det är beläget sydost om Värnamo vid sjön Hindsens sydöstra strand. Området består av ängsmark, ädellövskog och bokskog.

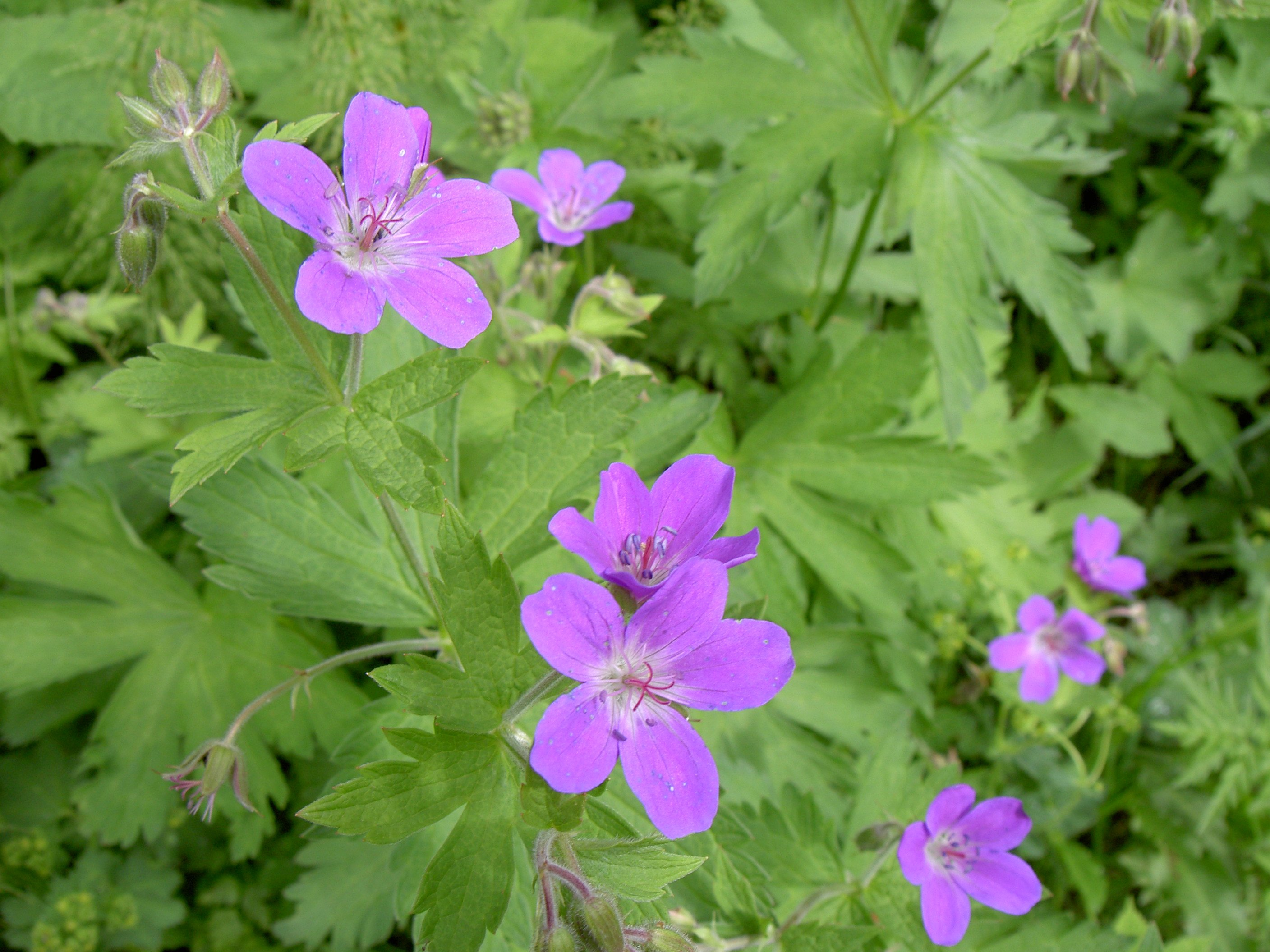
Midsommarblomster

På Rusarebo äng finns ett flertal av våra lövträd såsom ek, alm, ask, lind och lönn. Utöver dessa finns i områdets södra del stora bestånd av bok. Bland förekommande växter nämnas vätterosen, blåsippan, gullvivan, nattviolen, tandroten och trolldruvan.
Den forna ängsmarken sköts genom årlig slåtter. Där på ängen kan man finna midsommarblomster, smörbollar och orkidén Sankt Pers nycklar. På de gamla lövträden växer skägglavar, lunglav, almlav och blomskägglav. I Rusarebo finns ett rikt djur- och fågelliv.